# Auguste (1778)
Lo Auguste fu un vascello di linea francese da 80 cannoni che prestò servizio nella Marine royale tra il 1779 e il 1793, e successivamente nella marina rivoluzionaria fino al 1795. Fu rinominato Le Jacobin nel corso del 1793 e Neuf Thermidor nel dicembre 1794.

## Storia
Il vascello da 80 cannoni Auguste fu costruito presso l'arsenale di Brest sotto la direzione del costruttore Leon-Michel Guignace. La nave fu impostata nel dicembre 1777, varata il 18 settembre 1778 ed entrò in servizio nel marzo 1779 al comando del brigadiere delle armate navali Jean-François d'Arros Barone d'Argelos, che mantenne tale incarico sino al 12 luglio 1780.  Tra il giugno e il settembre 1779 effettuò dei pattugliamenti nel canale della Manica in forza alla squadra del conte di Orvilliers, e nel settembre 1780 il suo scafo ricevette il rivestimento di rame. Tra il settembre 1780 e il marzo 1781 la nave, su cui alzava la sua insegna lo chef d'escadre Étienne Pierre de Rochechouart, fu dapprima al comando del capitano de Clavières pe poi del capitano de Barras, ed incrociò al largo di Ouessant e di Belle Île ma non incontrò alcuna nave inglese. La nave passò al comando del capitano Pierre Joseph de Castellan.  Avendo come porto di armamento Brest il vascello era in forza alla squadra navale del conte d'Orvilliers, incaricata di proteggere le coste francesi. Il 7 marzo 1781 si imbarcò sullo Auguste lo chef d'escadre Louis-Antoine de Bougainville, e il 22 dello stesso mese il vascello salpò per l'America. Il 29 aprile, in forza alla flotta dell'ammiraglio François Joseph Paul de Grasse, partecipò alla battaglia di Fort Royal, il 5 settembre alla battaglia di Chesapeake, e tra il 9 e il 12 aprile 1781 a quella delle Saintes.  Il futuro generale vandeano François Athanase Charette de La Contrie, allora guardiamarina, prestò servizio su questo vascello dal maggio 1780 al marzo 1782.
Dopo lo scoppio della rivoluzione francese, nel 1793 il vascello fu rinominato Le Jacobin, in forza alla flotta di Ponente con base a Brest e potenziato nell'armamento, portato a 88 cannoni (30 cannoni da 36 libbre, 32 da 24 libbre, 6 obici da 32 libbre e 18 cannoni da 12 libbre). Il Le Jacobin fu implicato negli ammutinamenti di Quiberon nel settembre dello stesso anno.
Nel 1794, al comando del capitano Jean Andrè Gassin, prese parte alla battaglia du 13 prairial an II, dove seguì la nave ammiraglia Montagne, e non riuscì a impedire alla Queen Charlotte di rompere la linea francese.
Nel dicembre successivo fu ribattezzato Neuf Thermidor, e il vascello prese parte alla campagna del Grande Inverno.
Dopo alcuni giorni di navigazione, la Neuf Thermidor aveva perso lo strallo, costringendo il capitano Dorré a tagliare il bompresso e l'albero di trinchetto superiore e a gettare in mare le ancore e la batteria superiore. Il 29 gennaio, le pompe non potevano più compensare l'entrata d'acqua a bordo. Nella notte si alzò un vento da sud-ovest, mentre il capitano Dorré governò la nave con rotta a sud-est.  In quella notte Neuf Thermidor rollò parecchio al punto che l'albero maestro crollò distruggendo tre pompe; la nave iniziò quindi ad abbassarsi progressivamente nell'acqua, ma fu solo quando ormai il ponte giunse all'altezza delle onde che il Majestueux e il Marat inviarono delle barche per consentire agli uomini di abbandonare la nave in sicurezza. La Neuf Thermidor era ormai vuoto alle 4:00 del 31 gennaio, e il vascello affondò completamente alle 7:00.

### Fonti
1. 1 2 3 4 5  Dumarcet 1997, pp. 30-33.
2. 1 2 3 4 5 6 7 8 9  Three Decks.
3. 1 2 3 4  Roche 2005, p. 57.
4. ↑  Lacour-Gayet 1910, p. 648.
5. ↑  Troude 1867, p. 140.
6. ↑  Troude 1867, p. 404.
7. 1 2 3  Troude 1867, p. 406.
8. 1 2  Troude 1867, p. 407.